# Wspólnota Miłości Ukrzyżowanej
Wspólnota Miłości Ukrzyżowanej – katolicka wspólnota charyzmatyczna powstała w Szczecinie w dniu 19 grudnia 1993 roku. Wyłoniła się z miejscowej grupy modlitewnej, istniejącej wcześniej przez kilkanaście lat w ramach Katolickiej Odnowy Charyzmatycznej.
Wspólnota skupia osoby każdego stanu (zarówno laikat jak i duchowieństwo), wieku i wykształcenia, którzy pragną realizować swoje powołanie do świętości poprzez kontemplację w świecie. Według założeń wspólnoty, celem jej istnienia jest prowadzenie jej członków ku dojrzałości chrześcijańskiej, która ma przejawiać się przede wszystkim poprzez radość z bycia umiłowanym dzieckiem Bożym, miłość w wymiarze krzyża, posłuszeństwo Kościołowi, (...) życie w wolności od dóbr materialnych.
Wspólnota realizuje swój cel poprzez: zachowywanie reguły życia duchowego wspólnej dla wszystkich członków, celebrowanie liturgii, dzielenie się Słowem Bożym, doświadczenie braterstwa i życia wspólnotowego. Członkowie otwierają się na dary charyzmatyczne i przyjmują chrzest w Duchu Świętym (późniejsze rozbudzenie pierwotnej łaski sakramentalnej). Patronami Wspólnoty są św. Teresa z Lisieux i św. Paweł od Krzyża. Wspólnota prowadzi rekolekcje, sesje, dni skupienia. Wydaje też płyty z pieśniami religijnymi.
Obecnie fundacje Wspólnoty Miłości Ukrzyżowanej istnieją w Szczecinie, Warszawie, Wrocławiu i Lublinie.